# Episodi di Marco e Star contro le forze del male (seconda stagione)
La seconda stagione della serie animata Marco e Star contro le forze del male, composta da 22 episodi, è stata trasmessa sul canale statunitense Disney XD dall'11 luglio 2016 al 27 febbraio 2017.
In Italia, la stagione è andata in onda su Disney XD dal 7 novembre 2016 al 23 maggio 2017.

I personaggi ricorrenti della seconda stagione.

| nº | Titolo originale           | Titolo italiano                             | Prima TV USA      | Prima TV Italia  |
| -- | -------------------------- | ------------------------------------------- | ----------------- | ---------------- |
| 1  | My New Wand!               | La mia nuova bacchetta                      | 11 luglio 2016    | 7 novembre 2016  |
| 1  | Ludo in the Wild           | Ludo nella natura selvaggia                 | 11 luglio 2016    | 7 novembre 2016  |
| 2  | Mr. Candle Cares           | Il misterioso signor Candle                 | 18 luglio 2016    | 8 novembre 2016  |
| 2  | Red Belt                   | La cintura rossa                            | 18 luglio 2016    | 8 novembre 2016  |
| 3  | Star on Wheels             | Star in bicicletta                          | 25 luglio 2016    | 9 novembre 2016  |
| 3  | Fetch                      | Restituiscimi la bacchetta                  | 25 luglio 2016    | 9 novembre 2016  |
| 4  | Star vs Echo Creek         | Star in fuga                                | 1 agosto 2016     | 10 novembre 2016 |
| 4  | Wand to Wand               | Bacchette a confronto                       | 1 agosto 2016     | 10 novembre 2016 |
| 5  | Starstruck                 | L'idolo di Star                             | 8 agosto 2016     | 11 novembre 2016 |
| 5  | Camping Trip               | In campeggio                                | 8 agosto 2016     | 11 novembre 2016 |
| 6  | Starsitting                | Star la babysitter                          | 15 agosto 2016    | 14 novembre 2016 |
| 6  | On the Job                 | Al lavoro                                   | 15 agosto 2016    | 14 novembre 2016 |
| 7  | Goblin Dogs                | I Goblin Dog                                | 12 settembre 2016 | 15 novembre 2016 |
| 7  | By the Book                | L'importanza dei libri                      | 12 settembre 2016 | 15 novembre 2016 |
| 8  | Game of Flags              | Il gioco delle bandiere                     | 19 settembre 2016 | 16 novembre 2016 |
| 8  | Girls' Day Out             | Star in punizione                           | 19 settembre 2016 | 16 novembre 2016 |
| 9  | Sleepover                  | Pigiama party                               | 26 settembre 2016 | 17 novembre 2016 |
| 9  | Gift of the Card           | Un regalo impegnativo                       | 26 settembre 2016 | 17 novembre 2016 |
| 10 | Friendenemies              | Amici nemici                                | 3 ottobre 2016    | 18 novembre 2016 |
| 10 | Is Mystery                 | Il mais di Ludo                             | 3 ottobre 2016    | 18 novembre 2016 |
| 11 | Hungry Larry               | Il famelico Larry                           | 10 ottobre 2016   | 11 maggio 2017   |
| 11 | Spider with a Top Hat      | Lampo di ragno con cilindro                 | 10 ottobre 2016   | 11 maggio 2017   |
| 12 | Into the Wand              | Dentro la bacchetta                         | 7 novembre 2016   | 8 maggio 2017    |
| 12 | Pizza Thing                | Il giovedì dell'amicizia                    | 7 novembre 2016   | 8 maggio 2017    |
| 13 | Page Turner                | Gira la pagina                              | 14 novembre 2016  | 9 maggio 2017    |
| 13 | Naysaya                    | Il signor No                                | 14 novembre 2016  | 9 maggio 2017    |
| 14 | Bon Bon the Birthday Clown | Bon Bon, il clown dei compleanni            | 21 novembre 2016  | 10 maggio 2017   |
| 15 | Raid The Cave              | Incursione nella caverna                    | 6 febbraio 2017   | 12 maggio 2017   |
| 15 | Trickstar                  | Abracado                                    | 7 febbraio 2017   | 12 maggio 2017   |
| 16 | Baby                       | Baby                                        | 8 febbraio 2017   | 15 maggio 2017   |
| 16 | Running With Scissors      | Giocare col fuoco                           | 9 febbraio 2017   | 15 maggio 2017   |
| 17 | Mathmagic                  | Magimatematica                              | 13 febbraio 2017  | 16 maggio 2017   |
| 17 | The Bounce Lounge          | Il salone delle feste                       | 14 febbraio 2017  | 16 maggio 2017   |
| 18 | Crystal Clear              | Cristalli di ghiaccio                       | 15 febbraio 2017  | 17 maggio 2017   |
| 18 | The Hard Way               | Ludo apprendista                            | 16 febbraio 2017  | 17 maggio 2017   |
| 19 | Heinous                    | Il ritorno di Miss Heinous                  | 20 febbraio 2017  | 18 maggio 2017   |
| 19 | All Belts Are Off          | Un certificato per il Dojo                  | 21 febbraio 2017  | 18 maggio 2017   |
| 20 | Collateral Damage          | Otis l'opossum                              | 22 febbraio 2017  | 19 maggio 2017   |
| 20 | Just Friends               | Il concerto dei "Verdetto D'Amore"          | 23 febbraio 2017  | 19 maggio 2017   |
| 21 | Face the Music             | La canzone ufficiale della principessa Star | 27 febbraio 2017  | 22 maggio 2017   |
| 22 | Starcrushed                | Star-cotta                                  | 27 febbraio 2017  | 23 maggio 2017   |

Nota - Subito dopo il finale della stagione, negli Stati Uniti è stato pubblicato un libro intitolato Star and Marco's Guide to Mastering Every Dimension.

## La mia nuova bacchetta
- Titolo originale: My New Wand!
- Diretto da: Dominic Bisignano e Aaron Hammersley
- Scritto da: Dominic Bisignano, Evon Freeman e Aaron Hammersley

### Trama
Star ha difficoltà ad usare la sua nuova bacchetta, poiché non funziona come dovrebbe. All'improvviso la bacchetta comincia a svolazzare all'impazzata per la casa, finché non finisce chiusa nell'armadio assieme a Marco e al libro degli incantesimi. Con l'armadio chiusosi magicamente e non avendo la bacchetta a disposizione, Star non riesce a liberare Marco. Glossaryck suggerisce quindi a Star di scavare a fondo nella sua anima per trovare la forza per aprire l'armadio. Nel frattempo, Marco tenta di trovare una soluzione cercando nell'armadio di Star. Quando trova e inizia a leggere il diario di Star, quest'ultima va in panico e scatena un'innata magia, che sblocca la porta dell'armadio e libera Marco.

## Ludo nella natura selvaggia
- Titolo originale: Ludo in the Wild
- Diretto da: Dominic Bisignano e Aaron Hammersley
- Scritto da: Dominic Bisignano, Aaron Hammersley e Jushtin Lee

### Trama
Dopo che Ludo è stato gettato nella dimensione oscura da Star (episodio Assalto al castello) si ritrova per molto tempo alla deriva nello spazio, finché non finisce stanco e affamato in un innevato mondo selvaggio. Qui verrà prima perseguitato da un'aquila calva gigante, poi competerà con un ragno gigante per del pesce, pur non riuscendoci. Tuttavia, dopo aver trovato un sacchetto di patatine, lotterà per averlo contro il ragno e avrà la meglio, usando poi il sacchetto come vestito e riducendo il ragno ad un suo servo. Con questi al suo fianco, riuscirà a sottoporre a sé anche l'aquila. Successivamente vede Star tra i boschi, in realtà frutto della sua immaginazione, e comincia ad inseguirla; nell'inseguimento troverà tra la neve il pezzo mancante della bacchetta di Star, per poi accorgersi di essere sempre stato su Mewni.

## Il misterioso signor Candle
- Titolo originale: Mr. Candle Cares
- Diretto da: Giancarlo Volpe
- Scritto da: Le Tang e Giancarlo Volpe

### Trama
Star si ribella dopo che il consulente scolastico per l'Orientamento, il signor Candle, le dice che il suo futuro è già scolpito sulla pietra, ovvero quello di diventare la regina di Mewni. Marco scopre però che Candle è stato mandato da Tom per impedire che lui e Star abbiano una relazione (detta "Starco") e viene imprigionato. Dovrà quindi gareggiare con Tom per ottenere la libertà.

## La cintura rossa
- Titolo originale: Red Belt
- Diretto da: Piero Piluso
- Scritto da: John Mathot e Piero Piluso

### Trama
Marco vuole ottenere la cintura rossa nel Karate, ma scopre che neppure il suo Sensei ce l'ha, perché il nastro del video didattico sulla cintura rossa si inceppò sul lettore video. Marco e Sensei visitano perciò molti negozi di videocassette per trovare quel raro video, e infine si imbattono in un venditore disposto a dare loro la cassetta se riusciranno a sconfiggerlo in uno scontro di Karate. Nel frattempo Star cerca un martello in tutta la casa per appendere al muro un poster.

## Star in bicicletta
- Titolo originale: Star on Wheels
- Diretto da: Piero Piluso
- Scritto da: Zach Marcus and Brett Varon

### Trama
Marco vuole che Star impari ad andare in bicicletta, ma non le dice come frenare. Pertanto Star finisce per girovagare all'impazzata per la città senza riuscire a fermarsi; Marco la chiama dicendogli di pedalare all'indietro, ma Star non vuole dargli retta, poiché appena salì sulla bicicletta Marco gli promise che non avrebbe mollato il sellino, cosa che poi fece nel tentativo di fargli imparare ad andare. Marco cerca quindi di andare ad aiutarla assieme ad Oskar, mentre Glossaryck assiste divertito.

## Restituiscimi la bacchetta
- Titolo originale: Fetch
- Diretto da: Dominic Bisignano e Aaron Hammersley
- Scritto da: Dominic Bisignano, Evon Freeman, Aaron Hammersley and Aleth Romanillos

### Trama
Mentre Star e Marco sono al parco, un misterioso cane randagio si impadronisce della bacchetta di Star e non vuole più mollarla. La principessa dovrà pertanto portarlo con sé per trovare il suo padrone. Marco nel frattempo cerca disperatamente un modo per bucare un succo di frutta con la cannuccia, mentre deve prendersi cura dei cagnolini laser di Star. Il cane randagio si rivelerà poi un essere extra-dimensionale chiamato Willoughby, che non ama la propria vita sulla sua dimensione.
- Guest star: Mayim Bialik e Amy Sedaris

## Star in fuga
- Titolo originale: Star vs. Echo Creek
- Diretto da: Giancarlo Volpe
- Scritto da: Dominic Bisignano, Sage Cotugno, Amelia Lorenz, Le Tang e Giancarlo Volpe

### Trama
Dopo aver ingerito enormi quantità di zucchero, Star sfoggia una magia che distrugge erroneamente una macchina della polizia. La principessa si dà quindi alla fuga per paura delle conseguenze, non volendo più tornare dalle persone che ama. A seguito di alcuni incontri e peripezie, troverà il coraggio di tornare da Marco, che cercava disperatamente la sua amica.
- Guest star: Yvette Nicole Brown

## Bacchette a confronto
- Titolo originale: Wand to Wand
- Diretto da: Giancarlo Volpe
- Scritto da: Dominic Bisignano, Aaron Hammersley, Le Tang e Giancarlo Volpe

### Trama
La bacchetta di Star non funziona a dovere. Quando la utilizza per far apparire il suo amico e aiutante Nuvoletta, questi appare diverso dal solito, cominciando a causare guai in tutta la casa. Nel frattempo, anche Ludo non riesce ad usare la sua bacchetta, arrivando a scoprire che si alimenta attraverso la rabbia.

## L'idolo di Star
- Titolo originale: Starstruck
- Diretto da: Dominic Bisignano e Aaron Hammersley,
- Scritto da: Tyler Chen

### Trama
Star incontra il suo idolo, Mina Loveberry, una guerriera magica proveniente anch'essa da Mewni, che ora vive come senzatetto sulla terra. Star comincia quindi a seguirla cercando di imparare da lei, con disappunto di Marco, poiché vede in Mina una ragazza pazza.

## In campeggio
- Titolo originale: Camping Trip
- Diretto da: John Infantino e Piero Piluso
- Scritto da: John Infantino, Brandon Kruse e Piero Piluso

### Trama
I Diaz sono in campeggio, e Marco vuole far vedere a Star un magnifico geyser. L'improvvisa visita a sorpresa di Re Butterfly causerà però parecchi guai ai protagonisti e rischierà di mandare all'aria la visita al geyser.

## Star la babysitter
- Titolo originale: Starsitting
- Diretto da: Piero Piluso
- Scritto da: Zach Marcus e Brett Varon

### Trama
Buff Frog chiede a Star di fare da baby-sitter ai suoi 12 piccoli girini mentre lui va al lavoro. Inizialmente tutto va per il verso giusto, ma appena ai piccoli spuntano le gambe cominciano a girovagare per la casa.

## Al lavoro
- Titolo originale: On the Job
- Diretto da: Piero Piluso
- Scritto da: John Mathot e Piero Piluso

### Trama
Episodio che si svolge in parallelo al precedente: mentre Star tiene a bada i girini di Buff Frog, quest'ultimo va in missione con altri mostri, ex colleghi, per scoprire perché dei misteriosi topi stanno rubando il grano di Mewni.

## I Goblin Dog
- Titolo originale: Goblin Dogs
- Diretto da: Dominic Bisignano, e Aaron Hammersley
- Scritto da: Dominic Bisignano, Evon Freeman, John Infantino e Aleth Romanillos

### Trama
Testa di Pony vuole far assaggiare a Star, Marco, e Kelly i goblin dog, definiti gli hot dog migliori di sempre, e venduti dal goblin Roy. Le file però sembrano interminabili, tanto che secondo Roy alcuni stanno aspettando da anni.
- Guest star: Jerry Trainor

## L'importanza dei libri
- Titolo originale: By the Book
- Diretto da: Giancarlo Volpe
- Scritto da: Sage Cotugno e Amelia Lorenz

### Trama
Star non segue i consigli di Glossaryck quando si tratta di padroneggiare nuove magie, pertanto Glossaryck si ritira chiudendosi in una scatole di ciambelle. Marco cerca quindi far riconciliare i due. Nel frattempo, Ludo ritorna sulla terra per vendicarsi di Star, e sente delle voci provenienti dalla bacchetta che gli dicono di cosa ha bisogno per padroneggiarla.

## Il gioco delle bandiere
- Titolo originale: Game of Flags
- Diretto da: Piero Piluso
- Scritto da: Evon Freeman, John Mathot e Piero Piluso

### Trama
Star e Marco partecipano al picnic annuale della famiglia Butterfly-Johansen. Vengono messi al tavolo dei bambini, mentre i membri adulti gareggiano ad un rubabandiera simile a quello terrestre, ma molto più violento e pericoloso. Star, all'insaputa della madre, decide di parteciparvi.

## Star in punizione
- Titolo originale: Girls' Day Out
- Diretto da: Giancarlo Volpe
- Scritto da: Dominic Bisignano, Aaron Hammersley, Le Tang e Giancarlo Volpe

### Trama
La signora Skullnick mette Star in punizione per aver liberato il criceto della classe, Marisol. Pur avendo la possibilità di fuggire dalla classe, Star viene convinta da Janna e altri studenti in punizione a rimanere per essere il "sindaco della punizione", così da aiutarli con le loro necessità. Star aiuta tutti tranne Toby, un ragazzino che vuole sostituire le batterie del suo telecomando in modo da poter assistere ad un incontro di wrestling in tv. Star e Janna cercano quindi delle batterie sostitutive da una tastiera di Oskar, ma dovranno rientrare prima che la signora Skullnick si accorga della loro assenza. Nel frattempo, Marco, a cui era stato affidato il compito di ritrovare Marisol, rimane con la mano bloccata in un tubo di scarico.

## Pigiama party
- Titolo originale: Sleepover
- Diretto da: Piero Piluso
- Scritto da: Zach Marcus e Brett Varon

### Trama
Al pigiama party di Star, Testa di Pony propone un gioco portato da Mewni simile ad obbligo o verità, chiamato "obbligo o punizione", a cui partecipa anche Marco.

## Un regalo impegnativo
- Titolo originale: Gift of the Card
- Diretto da: Dominic Bisignano e Aaron Hammersley
- Scritto da: Annisa Adjani e Natasha Kline

### Trama
Miss Heinous, dopo essere stata licenziata dal riformatorio di Sant'Olga, manda un cacciatore di taglie chiamato Rasticore a distruggere Star e catturare Marco. Questi intanto deve utilizzare, prima che scada, una carta regalo che gli ha dato Star.

## Amici nemici
- Titolo originale: Friendenemies
- Diretto da: Giancarlo Volpe
- Scritto da: Sage Cotugno and Amelia Lorenz

### Trama
Tom ritorna, ma invece di cercare la compagnia di Star, cerca quella di Marco, invitandolo a vedere una maratona cinematografica di Mackie Hands, idolo di Marco. Quest'ultimo, seppur sospettoso, accetta di andare. Qui scopre che anche Tom, come lui, adora il gruppo musicale Verdetto D'Amore (Love Sentence), e cominciano a diventare amici. Quando Marco poi vuole uscire dalla carrozza per non far tardi alla maratona, Tom si rifiuta di farlo andare, finendo per arrabbiarsi. A questo punto Marco scopre che il vero motivo per cui Tom l'ha invitato era per ricevere un badge di graduazione, che avrebbe guadagnato se non si fosse arrabbiato in compagnia della persona che più disprezzava. Marco quindi se ne va arrabbiato, ma Tom, pentito, risveglia Mackie Hands dal mondo dei morti, il quale comincia a lottare con la sicurezza del cinema. Marco e Tom assistono quindi a questo spettacolo anziché ai film, instaurando una semi-amicizia.
- Guest star: Nick Lachey

## Il mais di Ludo
- Titolo originale: Is Mystery
- Diretto da: Dominic Bisignano e Aaron Hammersley
- Scritto da: Mark Ackland, Dominic Bisignano, Riccardo Durante e Jushtin Lee

### Trama
Buff Frog indaga su cosa ha provocato un buco nel campo di forza su Mewni, scoprendo che i topi che raccolgono il grano (ep. Al lavoro) stanno lavorando per Ludo.

## Il famelico Larry
- Titolo originale: Hungry Larry
- Diretto da: Dominic Bisignano e Aaron Hammersley
- Scritto da: Mark Ackland, Dominic Bisignano, Riccardo Durante, e Aaron Hammersley

### Trama
La notte di Halloween, quando il signor Diaz fallisce nel tentativo di spaventare alcuni bambini, Star e Janna convocano lo spaventoso spirito del famelico Larry
- Guest star: Billy West

## Lampo di ragno con cilindro
- Titolo originale: Spider with a Top Hat
- Diretto da: Piero Piluso
- Scritto da: Zach Marcus, Piero Piluso, e Brett Varon

### Trama
Nella bacchetta di Star, popolata da bizzarre creature evocate durante gli incantesimi, un ragno funge da incantesimo da festa, avendo il compito di far divertire i compagni. Tuttavia, egli comincia a sentirsi inutile perché Star non ha mai usato un incantesimo d'attacco con lui. Cercherà quindi di imparare una nuova mossa per diventare come gli altri, ma senza successo. Solo quando Star lo evocherà per una grande emergenza scoprirà di essere l’incantesimo più potente.
- Guest star: Eric Christian Olsen e Maria Bamford

## Dentro la bacchetta
- Titolo originale: Into the Wand
- Diretto da: Dominic Bisignano e Aaron Hammersley
- Scritto da: Dominic Bisignano, Aaron Hammersley, e Jushtin Lee

### Trama
Gli incantesimi della bacchetta di Star peggiorano sempre di più. Secondo Glossaryck ciò è dovuto al fatto che la bacchetta è stata contaminata, e che l'unico modo per decontaminarla è viaggiare all'interno della stessa; spiega a Star che la bacchetta è un'estensione dei suoi ricordi, e che quindi ella, una volta entrata, deve trovare ciò che non appartiene ad essi. Tuttavia, se rimane troppo a lungo nella linea temporale, i suoi nuovi ricordi diventano vecchi finché il suo sé attuale non viene sovrascritto da una propria precedente incarnazione. Star entra così nei suoi ricordi, ma distraendosi perde il contatto con Glossaryck, ritrovandosi a dover trovare l'elemento prima che delle sue duplicate sovrascrivino i ricordi passati. L'elemento che contamina negativamente gli incantesimi si rivelerà essere il dito mozzato di Toffee.

## Il giovedì dell'amicizia
- Titolo originale: Pizza Thing
- Diretto da: Piero Piluso
- Scritto da: Evon Freeman, John Mathot, Piero Piluso, e Cassie Zwart

### Trama
Marco, Star e Testa di Pony stanno per passare un giovedì insieme guardando un film sul divano, ma Testa di Pony lo ritiene noioso. Marco decide di accompagnarla a prendere una pizza da Emilio, ma il suo carattere sfrenato gli causerà alcuni imprevisti.

## Gira la pagina
- Titolo originale: Page Turner
- Diretto da: Piero Piluso
- Scritto da: Zach Marcus e Brett Varon

### Trama
Glossaryck consente a Star di scegliere una pagina del libro degli incantesimi per imparare una nuova magia. Star sceglie un misterioso capitolo, ma Glossaryck le dice che è magia oscura, e che gli permetterà di dargli solo una breve occhiata. Tuttavia, Glossaryck viene convocato presso l'ufficio di magia per impedirgli di far accedere Star alla pagina, considerata troppo pericolosa. La sua coscienza viene trascinata in un'altra dimensione, e mentre cerca con difficoltà di raggiungere l'ultimo piano di un edificio, Star tenta di girare la pagina assieme a Marco

## Il signor No
- Titolo originale: Naysaya
- Diretto da: Giancarlo Volpe
- Scritto da: Dominic Bisignano, Evon Freeman, Aaron Hammersley, John Infantino, Le Tang, e Giancarlo Volpe

### Trama
A causa di una maledizione lanciata in precedenza da Tom, sul collo di Marco spunta una piccola faccia chiamata signor No con il compito di rivela segreti imbarazzanti su di lui nei momenti inopportuni. Marco cerca quindi di vincere l'imbarazzo per chiedere a Jackie di uscire.

## Bon Bon, il clown dei compleanni
- Titolo originale: Bon Bon the Birthday Clown
- Diretto da: Giancarlo Volpe
- Scritto da: Dominic Bisignano, Sage Cotugno, Aaron Hammersley, Amelia Lorenz, e Le Tang

### Trama
Star e Janna progettano una seduta spiritica per riportare sulla terra lo spirito di Bon Bon, un clown morto 100 anni fa, ma l'evento coincide con un ballo scolastico a cui Star voleva partecipare assieme a Marco. Dal momento che quest’ultimo è stato invitato al ballo pure da Jackie, Star decide di andare con Janna alla seduta spirica in modo che l’amico vada ugualmente al ballo, pur mostrandosi dispiaciuta e pensierosa su tale decisione. Star va quindi in un cimitero per la seduta assieme a Janna e Glossaryck, ma pensando in continuazione a Marco, avendo paura che il suo migliore amico la voglia abbandonare per Jackie. Pertanto Star, tramite un incantesimo di spionaggio, guarda Marco e Jackie per scoprire che si stanno divertendo insieme, rendendola gelosa. Questo rende quindi più chiari i suoi sentimenti verso Marco. All'improvviso, dopo una lunga attesa, sembra che lo spirito di Bon Bon sia finalmente arrivato. Tuttavia, questi si rivela essere Ludo, assieme ai suoi servi aquila e ragno e ad un branco di topi, intento stavolta a impadronirsi del libro di Star per apprendere gli incantesimi della bacchetta. Durante lo scontro; prima a favore di Star, poi ribaltatosi dato che un incantesimo lanciato da lei esplode colpendosi da sola, ciò a causa della gelosia provocata dall'aver visto Jackie e Marco insieme, arrivati in soccorso; Marco raggiunge in tempo Star e la salva prima che venga risucchiata in un portale, ma Ludo riesce a fuggire con il libro.

## Incursione nella caverna
- Titolo originale: Raid the Cave
- Diretto da: Giancarlo Volpe
- Scritto da: Sage Cotugno e Amelia Lorenz

### Trama
Star cerca di trovare Ludo per recuperare il libro degli incantesimi. Grazie a Buff Frog, scopre il suo nascondiglio, ma al posto di Ludo trova solo alcuni mostri. Star utilizza quindi un incantesimo visivo per trovare Glossaryck, e gli chiede di tornare indietro. Egli però rifiuta, poiché ora è Ludo il suo padrone.

## Abracado
- Titolo originale: Trickstar
- Diretto da: Dominic Bisignano e Aaron Hammersley
- Scritto da: Jushtin Lee e Sarah Oleksyk

### Trama
Star e Marco partecipano alla festa di compleanno del sensei di Marco. Partecipa anche il mago Abracado (Preston Change-O), lodato da tutti i presenti. Star però, sospettosa di lui, scopre che si tratta di un mago vero che, non potenti provare gioia, la ruba dalle persone che stupisce ogni volta. Star cerca quindi di convincerlo a smettere, anche se in disaccordo con gli altri invitati.
- Guest star: "Weird Al" Yankovic

## Baby
- Titolo originale: Baby
- Diretto da: Giancarlo Volpe
- Scritto da: Evon Freeman e Le Tang

### Trama
La madre di Star manda Baby dalla figlia, una sorta di gatta fatata con il compito di valutarla. Se Star fallisce il test sarà costretta a tornare su Mewni. In effetti Star sbaglia continuamente incantesimi e mostra una serie di altri elementi che portano Baby a dare un risultato negativo, come la bacchetta rotta e la camera disordinata. Frustrata, Star accidentalmente fa germogliare un albero dalla mela usata per l'esame: quindi Baby torna dalla regina Moon a riferire che l'esame è andato male, ma che Star non è bocciata perché ha un potenziale magico enorme "pari a quello di Eclipsa".
- Guest star: Melissa Rauch

## Giocare col fuoco
- Titolo originale: Running With Scissors
- Diretto da: Piero Piluso
- Scritto da: Gina Gress e John Mathot

### Trama
Marco sfrutta le forbici dimensionali di Star per soddisfare propri piaceri. Tuttavia, Hekapoo, demone femmina membro dell'Alto Consiglio della Magia e padrona di tutte le forbici, gliele sottrae perché non appartengono a lui. Per poter avere delle forbici personali, Marco deve riuscire a spegnere la fiamma sulla testa di numerosi cloni di Hekapoo, dispersi in varie dimensioni. Il ragazzo impiega 16 anni per trovarle tutte, che però corrispondono a solo otto minuti sulla terra.
- Guest star: Zosia Mamet

## Magimatematica
- Titolo originale: Mathmagic
- Diretto da: Dominic Bisignano e Aaron Hammersley
- Scritto da: Mark Ackland e Riccardo Durante

### Trama
Star viene chiamata alla lavagna per svolgere un problema di matematica che non sa risolvere; tenta una soluzione lanciando una magia, ma così facendo causa un loop temporale.
- Guest star: Carl Weathers

## Il salone delle feste
- Titolo originale: The Bounce Lounge
- Diretto da: Piero Piluso e Brett Varon
- Scritto da: Zach Marcus e Brett Varon

### Trama
Il salone delle feste preferito di Star e Testa di Pony sta per chiudere, e tentano di aiutarlo raccogliendo fondi.
- Guest star: Dana Davis

## Cristalli di ghiaccio
- Titolo originale: Crystal Clear
- Diretto da: Giancarlo Volpe
- Scritto da: Sage Cotugno e Amelia Lorenz

### Trama
Rhombulus, membro ingenuo dell'Alto Consiglio della Magia col potere del ghiaccio, congela Marco e Star credendoli responsabili di alcuni guasti nelle dimensioni. Finisce però col congelare anche il suo superiore, l'alto cancelliere Lekmet, temendo che potesse rivelare i suoi errori all'Alto Consiglio, e cercherà un aiuto in Star.

## Ludo apprendista
- Titolo originale: The Hardware Way
- Diretto da: Dominic Bisignano e Aaron Hammersley
- Scritto da: Sarah Oleksyk e Cassie Zwart

### Trama
Ora che Ludo è diventato il padrone Glossaryck, quest'ultimo deve insegnargli ad usare la sua bacchetta attraverso il libro degli incantesimi. In primo luogo, Ludo esegue alcuni esercizi fisici, poiché disse di voler imparare in modo difficile, dopodiché apprende e padroneggia un incantesimo di levitazione, di cui va abbastanza orgoglioso. Quando scopre però che esiste un capitolo segreto nel libro, ordina a Glossaryck di mostrarglielo. Così facendo, Ludo ottiene della magia oscura, consentendo a Toffee, la cui anima è imprigionata nella bacchetta, di prendere possesso del suo corpo.

## Il ritorno di Miss Heinous
- Titolo originale: Heinous
- Diretto da: Brett Varon
- Scritto da: Gina Gress e John Mathot

### Trama
La famiglia Diaz riceve una visita da parte di Miss Heinous insieme al suo maggiordomo e al braccio di Rastacore, che si sta rigenerando col tempo. Heinous dice che per colpa di Marco, le principesse delle varie dimensioni stanno diventando sempre più ribelli prendendo lui come esempio, perciò vuole che faccia una dichiarazione in cui si scusa per le sue espressioni di individualità e che le principesse di tornino a conformarsi.

## Un certificato per il Dojo
- Titolo originale: All Belts Are Off
- Diretto da: Giancarlo Volpe
- Scritto da: Evon Freeman e Le Tang

### Trama
Marco non sopporta il fatto che il suo sensei non l'abbia scelto per rappresentare il dojo all'arrivo del gran maestro. Al suo posto ha scelto Jeremy, ragazzino viziato, perché la sua famiglia dona molti soldi al dojo. Marco tenterà di fargli cambiare idea.

## Otis l'opossum
- Titolo originale: Collateral Damage
- Diretto da: Dominic Bisignano e Aaron Hammersley
- Scritto da: Tyler Chen e Jushtin Lee

### Trama
Tutta la scuola è disperata e ce l'ha con Star per aver distrutto erroneamente la statua della mascotte Otis l'opossum.

## Il concerto dei "Verdetto D'Amore"
- Titolo originale: Just Friends
- Diretto da: Brett Varon
- Scritto da: Zach Marcus e Brett Varon

### Trama
Star sorprende Marco procurandosi dei biglietti per un concerto della loro band preferita, i Verdetto D'amore (Love Sentence), ma Marco invita anche Jackie. Durante il viaggio per andare al concerto, Star e Jackie si divertono mentre Marco, agitato, non fa altro che mettersi in ridicolo e causare guai. Egli decide quindi di farle andare senza di lui, ma Jackie lo convince a venire. Al concerto si divertono finalmente tutti e tre, fino a quando tutte le coppie presenti iniziano a baciarsi, compresi Jackie e Marco. Star decide quindi di lasciarli da soli, e se ne va con un sorriso in volto, pur distruggendo un cartellone pubblicitario della band nel mentre.
- Nota - durante la scena del concerto vengono mostrate baciarsi anche persone dello stesso sesso, per la prima volta in una serie Disney.[1] Nella trasmissione sud-est asiatica, l'episodio fu pertanto censurato pesantemente a causa dei diritti LGBT in Asia.[1]

## La canzone ufficiale della principessa Star
- Titolo originale: Face the Music
- Diretto da: Brett Varon
- Scritto da: Dominic Bisignano, Sage Cotugno, Aaron Hammersley, Amelia Lorenz, Sarah Oleksyk e Cassie Zwart

### Trama
Ruberiot, il cantante di corte della famiglia Butterfly, ha il compito di scrivere una canzone su Star, tradizione di Mewni. Star però è riluttante al riguardo, poiché le canzoni descrivono sempre le principesse come perfette. Pertanto riesce a convincerlo a scrivere una canzone diversa dal solito, che rappresenti la vera Star. Nel frattempo, la regina Moon Butterfly esegue un viaggio segreto per visitare i genitori di Ludo, scoprendo neppure loro hanno buoni rapporti con lui (tanto da non farlo apparire nel quadro di famiglia). Dennis, uno dei fratelli, mostra alla regina dove si nasconde suo fratello, facendogli anche scoprire che ora esso si è impossessato del pezzo perduto della bacchetta di Star. La regina torna al castello per prepararsi ad affrontarlo, ma è costretta a rimandare poiché è arrivato il giorno della canzone. Qui, Ruberiot esegue una canzone pop che fa eccitare gli abitanti. Tuttavia, nel testo, comincia a rivelare anche che Star ha perso il libro degli incantesimi e Glossaryck, evento tenuto nascosto e che ora fa arrabbiare i cittadini verso la famiglia reale. Nel finale della canzone, Ruberiot integra un pezzo, a sua insaputa, nel quale rivela a tutta Mewni che Star ha una cotta per Marco.
- Guest star: Patrick Stump

## Star-cotta
- Titolo originale: Starcrushed
- Diretto da: Dominic Bisignano e Aaron Hammersley
- Scritto da: Dominic Bisignano, Tyler Chen, Evon Freeman, Gina Gress, Aaron Hammersley, John Mathot e Le Tang

### Trama
A casa Diaz viene organizzata la festa di fine anno scolastico per la classe di Star e Marco. Star si sente a disagio della situazione in cui si trova con Marco, temendo di perdere il suo amico a causa di Jackie. Convocate le sue amiche, esse pensano che Star possa avere una cotta per Marco, ma Star nega tutto; decidono quindi di portare Star ad un altro party in cui incontra Oskar, di cui sembra essere ancora invaghita. Nel frattempo la regina Moon e i membri dell'Alto Consiglio della Magia invadono il castello di Ludo. Quest'ultimo viene immobilizzato, e Moon comincia a parlare con lui riguardo alla sua famiglia. All'improvviso, l'anima di Toffee imprigionata nella bacchetta prende possesso del corpo di Ludo, sconfiggendo i membri dell'Alto Consiglio e arrivando quasi ad uccidere Moon; la regina riesce a fuggire, ma Toffee l'avverte dicendo che presto tornerà a vendicarsi di Star. Moon torna sulla terra e avverte Star del ritorno inaspettato di Toffee, obbligando la figlia a partire con dispiacere. Prima di andare, Star va da Marco e rivela davanti a tutti di essersi presa una cotta per lui, e senza aspettare risposta, scappa via in lacrime.